# Peter Schöttler
Peter Schöttler (* 15. Januar 1950 in Iserlohn) ist ein deutscher Historiker.

## Leben
Schöttler wuchs in Brüssel auf und legte 1968 am Helmholtz-Gymnasium Essen das Abitur ab. Er studierte Geschichte, Philosophie, Soziologie und Politische Wissenschaften an der Ruhr-Universität Bochum sowie an der 6. Sektion der Ecole Pratique des Hautes Études in Paris. Seine wichtigsten akademischen Lehrer waren die Historiker Hans Mommsen und Rudolf Vierhaus in Bochum sowie Georges Haupt und Michelle Perrot in Paris. In der Philosophie war Schöttler ein Schüler von Louis Althusser, dessen Schriften er auch teilweise ins Deutsche übersetzte und herausgab. Ein Beispiel hierfür ist etwa der Essay Ideologie und ideologische Staatsapparate. 1978 wurde er mit einer Arbeit über den revolutionären Syndikalismus in der französischen Gesellschaft der Dritten Republik bei Heinz-Gerhard Haupt an der Universität Bremen promoviert.
Von 1978 bis 1987 war Schöttler wissenschaftlicher Mitarbeiter an der Universität Bremen. In diesen Jahren arbeitete er über die Geschichte des Bremer Kleinbürgertums und über die Geschichte der deutschen Fabrik- und Gewerbegerichte im 19. Jahrhundert. Mit einem Projekt zur deutsch-französischen Historiographiegeschichte ging Schöttler 1988 als Stipendiat der Volkswagen-Stiftung an die Maison des Sciences de l’Homme in Paris. Ein Jahr später wurde er als Forscher in das französische Centre national de la recherche scientifique (CNRS) aufgenommen, eine Forschungsinstitution, der in Deutschland etwa die Max-Planck-Gesellschaft entspricht. Dort arbeitete er bis zu seiner Pensionierung im Januar 2015, zuletzt als Directeur de Recherche (Forschungsprofessor). 2001 erhielt er außerdem eine Honorarprofessur für Neuere Geschichte an der FU Berlin.
Von 2004 bis 2010 war Schöttler Mitglied der Geschichtskommission der Fondation pour la Mémoire de la Shoah in Paris.
Seit 2008 ist Peter Schöttler Visiting Scholar am Max-Planck-Institut für Wissenschaftsgeschichte in Berlin.
Im Juni 2024 teilte Schöttler israelbezogene Beiträge auf X und unterstützte die von verschiedenen Seiten zum Rücktritt aufgeforderte TU-Präsidentin Geraldine Rauch. Unter anderem teilte Schöttler mit dem Kommentar „Das nenne ich witzig“ den Beitrag eines anderen Nutzers, der zwei Bilder des Brandenburger Tors zeigte. Auf dem oberen Bild ist das Brandenburger Tor mit großen Hakenkreuz-Flaggen behängt. Auf dem unteren Foto leuchtet das Tor bei einer Solidaritätsbekundung in den israelischen Nationalfarben. Über den Bildern steht: „Geschichte wiederholt sich. Erst als Tragödie. Dann als Farce“.

## Werk
Schöttler gehört zu jenen Historikern, die sich neben empirischen, archivgestützten Untersuchungen auch theoretischen Studien widmen. So hat er sich einerseits ausgiebig mit der Geschichte der französischen Arbeiterbewegung oder der deutschen Gewerbegerichte befasst und andererseits zur interdisziplinären Methodendiskussion um Alltagsgeschichte, Mentalitätsgeschichte, Diskursanalyse oder Mikrogeschichte beigetragen. Er veröffentlichte auch zum Verhältnis von Geschichte und Psychoanalyse oder über Geschichte im Spielfilm.
Als Anhänger Louis Althussers vertrat Schöttler in den 1970er Jahren zunächst einen strukturalistischen Marxismus. In seiner Geschichtsschreibung führte dies zu einer Annäherung an die Annales-Schule, deren Gründer, Marc Bloch und Lucien Febvre, eine quasi-strukturalistische Sozial-, Wirtschafts- und Mentalitätsgeschichte vertraten. Besonders folgenreich war für Schöttler die Begegnung mit der History-Workshop-Bewegung in den späten 1970er Jahren. Mit dem Initiator dieser englischen Geschichtswerkstätten, Raphael Samuel, sowie dem in Cambridge lehrenden Historiker Gareth Stedman Jones verbanden ihn gemeinsame theoretische und politische Zielsetzungen. Auch die amerikanische Geschichts- und Theoriediskussion hat ihn geprägt. 1990/91 war er Fellow am Institute for Advanced Study in Princeton und 1996/97 am History-Department der Princeton University.
Im Mittelpunkt von Schöttlers Forschungen standen zunächst sozialgeschichtliche Themen, nach seiner Übersiedlung nach Frankreich befasste er sich vor allem mit Fragen der deutsch-französischen Wissenschafts- und Historiographie-Geschichte. Dabei konzentrierte er sich besonders auf die französische Annales-Schule und deren Gründer Lucien Febvre und Marc Bloch. In diesem Zusammenhang ‚wiederentdeckte’ er die österreichische Historikerin Lucie Varga, die 1933 zusammen mit ihrem damaligen Mann Franz Borkenau nach Frankreich emigrierte und dort zum Umkreis der Annales gehörte.
Ein zweiter Schwerpunkt von Schöttlers Arbeiten betraf die Rolle der Historiker im Nationalsozialismus. 1994 organisierte er auf dem Historikertag in Leipzig eine Sektion über „Geschichtsschreibung als Legitimationswissenschaft“. Die dadurch angestoßene Debatte fand auf dem Frankfurter Historikertag von 1998 ihre Fortsetzung. Hier beantragte er, dass der deutsche Historikerverband künftig einen Hedwig-Hintze-Preis nach der in der Emigration verstorbenen Berliner Historikerin vergeben sollte. Schöttler vertrat die These, die „Westforschung“ der NS-Zeit habe sich fortgesetzt in der „Westbindung“ der Adenauer-Zeit.
Schöttler schreibt regelmäßig in der deutschen und in der französischen Presse. Er ist Mitbegründer der Fachzeitschriften Genèses. Sciences sociales et histoire und Werkstatt Geschichte sowie Mitglied des Beirats der Österreichischen Zeitschrift für Geschichtswissenschaften, des italienischen Jahrbuchs Storiografia und der Berichte zur Wissenschaftsgeschichte.

## Schriften
- mit Robert Farle: Chinas Weg, Marxismus oder Maoismus? In: Marxistische Blätter, Frankfurt am Main 1969, 2. überarb. Aufl. 1971.
- Friedrich Engels und Karl Kautsky als Kritiker des „Juristen-Sozialismus“. In: Demokratie und Recht 1980, S. 3–25 (eine längere Fassung erschien zuvor 1977 in der niederländischen Zeitschrift Recht en Kritiek).
- Die Entstehung der Bourses du Travail. Sozialpolitik und französischer Syndikalismus am Ende des 19. Jahrhunderts. Campus, Frankfurt am Main 1982 (französische Übersetzung 1985).
- Die „Annales“-Historiker und die deutsche Geschichtswissenschaft. Mohr-Siebeck, Tübingen 2015, ISBN 978-3-16-153338-9.
- Du Rhin à la Manche. Frontières et relations franco-allemandes au XXe siècle. Vorwort Henry Rousso. Presses universitaires François Rabelais, Tours 2017, ISBN 978-2-86906-431-7.
- Das Max-Planck-Institut für Geschichte im historischen Kontext. Die Ära Heimpel (PDF). Berlin 2017.
- Nach der Angst. Geschichtswissenschaft vor und nach dem „linguistic turn“. Westfälisches Dampfboot, Münster 2018, ISBN 978-3-89691-293-0.
- Das Max-Planck-Institut für Geschichte im historischen Kontext 1972–2006. Zwischen Sozialgeschichte, Historischer Anthropologie und Historischer Kulturwissenschaft (PDF). Berlin 2020.

Als (Mit-)Herausgeber:
- Louis Althusser: Elemente der Selbstkritik. VSA-Verlag, Berlin 1975.
- Dominique Lecourt: Proletarische Wissenschaft? Der Fall Lyssenko und der Lyssenkismus. VSA, Hamburg 1976.
- Louis Althusser: Ideologie und ideologische Staatsapparate. VSA, Hamburg 1977.
- Étienne Balibar: Über die Diktatur des Proletariats. Mit Dokumenten des 22. Parteitags der KPF. VSA, Hamburg 1977.
- Louis Althusser: Die Krise des Marxismus. VSA, Hamburg 1978.
- Pierre-Francois Moreau: Marx und Spinoza. VSA, Hamburg 1978.
- Gareth Stedman Jones: Klassen, Politik und Sprache. Für eine theorieorientierte Sozialgeschichte. Westfälisches Dampfboot, Münster 1988, ISBN 3-924550-24-7.
- Lucie Varga: Zeitenwende. Mentalitätshistorische Studien 1936–1939. Suhrkamp (stw), Frankfurt am Main 1991. (franz. Ausgabe: Paris 1991).
- Lucien Febvre: Der Rhein und seine Geschichte. Hrsg., übersetzt, Nachwort Peter Schöttler. Campus, Frankfurt am Main 1994, ISBN 3-593-35152-8.
- Lucien Febvre: Martin Luther. Campus Verlag und Editions des la Maison des Sciences de l'Homme, Frankfurt am Main, Paris 1996.
- Geschichtsschreibung als Legitimationswissenschaft 1918–1945. Suhrkamp (stw), Frankfurt am Main 1997, ISBN 978-3-518-28933-4.
- Lucien Febvre: Margarete von Navarra. Campus Verlag und Editions de la Maison des Sciences de l´Homme, Frankfurt am Main, Paris 1998.
- Marc Bloch: Historiker und Widerstandskämpfer. Campus Verlag und Editions de la Maison des Sciences de l´Homme, Frankfurt am Main, Paris 1999.
- Marc Bloch: Aus der Werkstatt des Historikers. Zur Theorie und Praxis der Geschichtswissenschaft. Campus und Editions de la Maison des Sciences de l´Homme, Frankfurt am Main, Paris 2000.
- Marc Bloch: Apologie der Geschichtswissenschaft oder Der Beruf des Historikers. Klett-Cotta, Stuttgart 2002.
- (Hrsg. zus. mit Philippe Despoix): Siegfried Kracauer, penseur de l’histoire. Editions de la Maison des Sciences de l’Homme, Paris 2006.
- (Hrsg. zus. mit Hans-Jörg Rheinberger): Marc Bloch et les crises du savoir., Max Planck Institut für Wissenschaftsgeschichte, Berlin 2011 (Preprint 418; PDF; 3,2 MB).
- (Hrsg. zus. mit Henning Schmidgen, Jean-François Braunstein): Epistemology and History. From Bachelard and Canguilhem to Today’s History of Science. Max Planck Institut für Wissenschaftsgeschichte, Berlin 2012 (Preprint 434; PDF; 1,6 MB).
- (Hrsg. zus. mit Dieter Gosewinkel, Iris Schröder): Antiliberales Europa, Schwerpunktheft Zeithistorische Forschungen 9, 2012, H. 3.
- Fernand Braudel: Geschichte als Schlüssel zur Welt. Vorlesungen in deutscher Kriegsgefangenschaft 1941. Klett-Cotta, Stuttgart 2013.